# نظام تكون الأمطار الحمضية
برنامج تداول الامطار الحمضيه هو مبادرة قائمة على السوق اتخذتها وكالة حماية البيئة في الولايات المتحدة في محاولة للحد من المستويات الإجمالية لثاني أكسيد الكبريت وأكاسيد النيتروجين في الغلاف الجوي، والتي تسبب المطر الحمضي. النظام هو تنفيذ لتجارة الانبعاثات التي تستهدف في المقام الأول محطات توليد الطاقة التي تعمل بحرق الفحم، مما يسمح لها بشراء وبيع تصاريح الانبعاثات (تسمى «البدلات») وفقًا للاحتياجات والتكاليف الفردية. في عام 2011، تم استكمال نظام التداول الذي كان موجودًا منذ عام 1995 بأربعة أنظمة تداول منفصلة بموجب قاعدة تلوث الهواء عبر الولاية. في 21 أغسطس 2012، أصدرت محكمة الاستئناف الأمريكية لمقاطعة كولومبيا رأيها وأمرها في استئناف قاعدة تلوث الهواء عبر الولاية لسببين قانونيين مستقلين. تم رفع الوقف على قاعدة تلوث الهواء عبر الولاية في أكتوبر 2014، مما سمح ببدء تنفيذ القانون ونظام التداول الخاصة به. 
وجدت ورقة المكتب القومي للأبحاث الاقتصادية لعام 2017 أن «نظام تكون المطر الحمضي تسبب في تحسينات دائمة في جودة الهواء المحيط»، مما قلل من خطر الوفيات بنسبة 5 ٪ على مدى 10 سنوات.

## التاريخ
أنشأ الباب الرابع من تعديلات قانون الهواء النظيف لعام 1990 نظام سوق البدلات المعروف اليوم باسم نظام تكون الأمطار الحمضية. يستهدف مبدئيا ثاني أكسيد الكبريت فقط، تعيين الباب الرابع قبعة انخفاض في إجمالي انبعاثات SO 2 لكل من عدة سنوات التالية، والتي تهدف للحد من الانبعاثات الإجمالية إلى 50٪ من مستويات عام 1980. لم يبدأ النظام على الفور، ولكن تم تنفيذه على مرحلتين: المرحلة الأولى (بدءًا من 1 يناير 1995) والمرحلة الثانية (بدءًا من 1 يناير 2000).
تعديلات قانون الهواء النظيف لعام 1990 حددت كهدف أساسي لها والحد من الانبعاثات السنوية لثاني أكسيد الكبريت بمقدار 10 ملايين طن أقل من 1980 مستويات حول 18.9 مليون طن. لتحقيق هذه التخفيضات بحلول عام 2000، عندما بدأ الحد الأقصى لانبعاثات ثاني أكسيد الكبريت على الصعيد الوطني 8.95 مليون طن سنويًا، طلب القانون تشديد مرحلتين من قيود التشغيل المفروضة على الوقود الأحفوري الذي يتم تشغيله (مثل الفحم والنفط والغاز الطبيعي). لن يكون تشغيل وتسعير سوق مخصصات الانبعاثات قابلاً للتطبيق في غياب سقف تنظيمي فعال على إجمالي عدد البدلات المتاحة. 

### نطاق متطلبات المرحلة الأولى
في المرحلة الأولى، كان نصف إجمالي التخفيضات مطلوبًا بحلول 1 يناير 1995، إلى حد كبير عن طريق اشتراط 110 محطات لتوليد الطاقة الكهربائية (261 وحدة في 21 ولاية) لخفض معدلات انبعاث ثاني أكسيد الكبريت إلى 2.5 رطل لكل مليون وحدة حرارية يريطانية (3.9 كيلوجرام/ ميغاواط في الساعة). تم تحديد كل من هذه الوحدات المولدة بالاسم والموقع، وتم تحديد كمية من بدلات الانبعاثات في القانون بأطنان من انبعاثات ثاني أكسيد الكبريت المسموح بها في السنة.
للمقارنة، كانت وحدات التوليد الجديدة التي تم بناؤها منذ عام 1978 مطلوبة للحد من ثاني أكسيد الكبريت إلى «أدنى معدل انبعاثات يمكن تحقيقه» يبلغ حوالي 0.6 رطل لكل مليون وحدة حرارية بريطانية (0.93 كجم/ ميغاواط في الساعة. فحم يحتوي على 1.25٪ كبريت و 10.000 وحدة حرارية بريطانية لكل رطل (6.5 كيلوواط في الساعة/ كجم) تنتج انبعاثات ثاني أكسيد الكبريت 2.5 رطل لكل مليون وحدة حرارية بريطانية (3.9 كجم/ ميغاواط في الساعة، مع انبعاثات ناتجة عن محتوى أقل من الكبريت أو محتوى وحدة حرارية بريطانية أعلى.
كحافز لخفض الانبعاثات، لكل طن من ثاني أكسيد الكبريت المخفض إلى ما دون الحد المسموح به للانبعاثات، حصل مالكو وحدة توليد على بدل انبعاثات يمكنهم استخدامه في وحدة أخرى، أو الاحتفاظ به للاستخدام المستقبلي، أو البيع. هذا شرعيا سوقا لبدلات انبعاثات ثاني أكسيد الكبريت، التي يديرها مجلس شيكاغو للتجارة. الوحدات التي قامت بتركيب معدات مداخن إزالة الكبريت من غاز المداخن (مثل أجهزة غسل الغاز) أو غيرها من «تقنيات المرحلة الأولى المؤهلة» التي خفضت انبعاثات ثاني أكسيد الكبريت بنسبة 90٪، مؤهلة لتمديد سنتين من الموعد النهائي لعام 1995، شريطة أن تمتلك علاوات لتغطية مجموعها الانبعاثات الفعلية لكل سنة من فترة التمديد. 

### نطاق متطلبات المرحلة الثانية
في المرحلة الثانية، طُلب من جميع الوحدات التي تعمل بالحفريات التي تزيد عن 75 ميجاوات للحد من انبعاثات ثاني أكسيد الكبريت إلى 1.2 رطل لكل مليوم وحدة حرارية بريطانية (1.9 كجم/ ميغاواط في الساعة) بحلول 1 يناير 2000. بعد ذلك، طُلب منهم الحصول على مخصص انبعاثات لكل طن من ثاني أكسيد الكبريت المنبعث، مع فرض غرامة إجبارية قدرها 2000.00 دولار لكل طن ينبعث من المخصصات المحتفظ بها. توزع وكالة حماية البيئة الأمريكية بدلات تعادل 8.95 مليون طن كل عام (الحد الأقصى للانبعاثات)، استنادًا إلى حسابات الاستخدام التاريخي للوحدة الحرارية البريطانية لكل وحدة، وقد تخصص العديد من «احتياطيات المكافآت» الصغيرة للبدلات. 

### اختزال أكسيد النيتروجين
كما تتطلب تعديلات عام 1990 تخفيضات في انبعاثات أكسيد النيتروجين (NO x) في وحدات المرحلة الأولى. العوامل الرئيسية في تكوين أكاسيد النيتروجين هي درجة حرارة اللهب ومستويات الأكسجين الموجودة للاحتراق. يعد تركيب التعديل التحديثي للموقد منخفض أكاسيد النيتروجين أكثر وسائل الامتثال شيوعًا، مما يقلل بشكل عام من الانبعاثات من المستويات غير المنضبط بنسبة تصل إلى 50٪. امتثلت العديد من المرافق للمتطلبات من خلال تركيب أجهزة غسل الغاز المكدس وحارق منخفض أكاسيد النيتروجين في نفس الوقت. كانت تقنية الموقد منخفض أكسيد النيتروجين متاحة بسهولة، وأقل تكلفة بكثير من تركيب أجهزة التنظيف، لذا اعتبرت معظم المرافق الكهربائية أن التحكم في أكاسيد النيتروجين أقل تطلبًا. 

## استراتيجيات الامتثال
كان الغرض من مكون تداول بدل ثاني أكسيد الكبريت المستند إلى السوق في نظام تكوين الأمطار الحمضية هو السماح للمرافق بتبني الاستراتيجية الأكثر فعالية من حيث التكلفة للحد من انبعاثات ثاني أكسيد الكبريت. يحدد كل تصريح تشغيل نظام الأمطار الحمضية متطلبات محددة وخيارات الامتثال التي يختارها كل مصدر. كما كانت المرافق المتضررة مطلوبة لتثبيت الأنظمة التي تراقب باستمرار انبعاثات ثاني أكسيد الكبريت وأكاسيد النيتروجين والملوثات الأخرى ذات الصلة من أجل تتبع التقدم وضمان الامتثال وتوفير المصداقية لمكون التداول في النظام. يتم نقل بيانات المراقبة إلى وكالة حماية البيئة يوميًا عبر أنظمة الاتصالات. 
كانت استراتيجيات الامتثال لضوابط جودة الهواء هي المكونات الرئيسية لتخطيط وتشغيل المرافق الكهربائية منذ منتصف السبعينيات، مما أثر على اختيار الوقود والتقنيات والمواقع لبناء قدرة توليد جديدة. تضمنت استراتيجيات المنفعة للامتثال لمعايير ثاني أكسيد الكبريت الجديدة مجموعة من الخيارات مع تكاليف مالية متفاوتة: 
- العديد من تقنيات تنقية الغاز المكدس القائمة والجديدة والفحم النظيف؛
- التحول إلى الكل، أو مزج الفحم عالي الكبريت مع الفحم منخفض الكبريت؛
- التحول إلى جميع الغاز الطبيعي، أو الفحم المشترك والغاز الطبيعي؛
- «تقليم» أو تقليل الساعات السنوية لاستخدام النبات؛
- تقاعد الوحدات القديمة؛
- إعادة تزويد الوحدات الحالية بمراجل جديدة من الفحم أو غير الفحم؛
- شراء أو نقل بدلات الانبعاثات من الوحدات الأخرى؛
- زيادة إدارة وحفظ جانب الطلب؛ أو
- مشتريات الطاقة الضخمة من المرافق الأخرى أو مولدات غير المرافق من الوحدات التي تستخدم الفحم أو أنواع الوقود الأخرى.

قد تحدث بعض عمليات تنظيف الفحم مع إجراءات أخرى مثل التنظيف، أو مزج الفحم بمحتوى كبريت متنوع، لكن المرافق العامة تفضل بشكل عام أن يتحمل موردو الفحم تكاليف عمليات التنظيف. قدر بعض المراقبين أن 20٪ - 30٪ من الكبريت يمكن إزالته من خلال تنظيف الفحم أو مزجه، و 50٪ -70٪ يتم أخذه باستخدام معدات التحكم في الانبعاثات. 
بالنسبة للامتثال للمرحلة الثانية، كانت الخيارات عديدة، ولكن بالنسبة للمرحلة الأولى كانت مقيدة بالوقت المتاح لتنفيذ القرار. لأن الأمر يستغرق من 3 إلى 5 سنوات لتصميم وبناء جهاز غسيل في وحدة قائمة تعمل بالفحم، وأطول وقتًا لإعادة بناء أو إنشاء مرفق جديد (على سبيل المثال، 6-11 سنة للفحم، و10-14 سنة للوحدات النووية)،  اقتصرت خيارات قرارات المرافق الكهربائية لمحطات المرحلة الأولى على التنظيف، أو تبديل الوقود، أو شراء أو نقل بدلات الانبعاثات للسماح باستمرار استخدام الفحم عالي الكبريت، أو الوحدات المتقاعدة، أو خفض استخدام الوحدة والقدرة البديلة من مصدر آخر. 
أدى التأخير في تخصيص أرصدة مكافآت «الفرك المبكر» وجدولة المزاد الأول لبدلات الانبعاثات في مارس 1993  إزالة هذه الحوافز بشكل فعال من اتخاذ قرار الامتثال الفعلي لمعظم المرافق الكهربائية. نظرًا للوقت الذي يستغرقه بناء معدات التحكم في تلوث الهواء، كان يجب أن يتم الالتزام بالالتزامات المالية والتعاقدية لأجهزة التنظيف بحلول صيف 1992 إذا كان من المقرر أن يتم إدخال تعديلات على المصانع في الوقت المناسب لتلبية المعايير الجديدة في عام 1995. وبالتالي، كان لا بد من اتخاذ قرارات قبل معرفة أسعار وتوزيع مخصصات الانبعاثات. ونتيجة لذلك، كانت معظم مشاريع أجهزة التنظيف التي تلبي الموعد النهائي لعام 1995 جارية بشكل جيد بحلول خريف عام 1992.